# سعد يكن
سعد يكن فنان تشكيلي سوري، من مواليد 1949 ولد في حي الفرافرة في مدينة حلب في سوريا، وقد شارك بأكثر من مئة معرض جماعي في دول عربية وأجنبية، أعماله موزعة في مختلف أنحاء العالم.

## حياته
تخرج من مركز الفنون التشكيلية بحلب سنة 1964، وفي سنة 1965 بدأ يشترك في معارض الدولة الرسمية، وقد انتسب إلى كلية الفنون الجميلة سنة 1970. في سنة 1981 قـام بدعوة من الحكومة الأمريكية بزيارة الولايات المتحدة الأمريكية بالمشاركة في برنامج خاص مع تسعة فنانين من العالم للإطلاع على الفن الأمريكي المعاصر، وكان الفنان سعد يكن العربي الوحيد في هذا البرنامج. في سنة 1985 قام بزيارة خاصة لبلغاريا بناء على دعوة من اتحاد الفنانين البلغار للتحكيم في البنالي العالمي بمدينة كابروفو، كما قام في نفس السنة بإلقاء عدة محاضرات عن الفن المعاصر في جامعة حلب وفي جامعة دمشق. في 1986 عمل ولمدة خمسة سنوات مع الأطفال المعوقين في دار المبرة بحلب. في سنة 1996 بدأ يعد ويقدم مجموعة من البرامج التلفزيونية عن الفن للفضائية السورية. يعيش سعد ويعمل في حلب متفرغا للعمل الفني. في عام 2012 صدر كتاب حول حياة وأعمال الفنان سعد يكن للأديب محمد جمعة حماده بعنوان سعد يكن مرايا الأزمنة الضائعة.

## أعماله
- معرض في صالة المتحف الوطني بحلب سنة 1969.
- معرض (أسود وأبيض) في صالة المتحف الوطني بحلب 1970.
- معرض في صالة المتحف الوطني بحلب 1970.
- معرض في صالة المركز الثقافي السوفييتي بدمشق 1971.
- معرض في صالة المتحف الوطني بحلب، وصالة مركز الفنون التشكيلية في اللاذقية 1971.
- معرض بعنوان، الرفض، (أسود وأبيض) في صالة المتحف الوطني بحلب 1971.
- قدم مع الفنان لؤي كيالي ووحيد مغاربة، معرض ثلاث فنانين من حلب في صالة دار الفن والأدب في بيروت 1972.
- معرض في صالة نقابة المحامين بحلب 1973.
- معرض في المركز الثقافي العربي بدمشق وصالة المتحف الوطني بحلب 1974.
- قام بتصميم ديكورات موسم مسرح الشعب بحلب 1974.
- معرض مشترك بصالة الكونتاكت في بيروت 1974.
- معرض في المركز الثقافي العربي بدمشق والمتجول في محافظات القطر 1977.
- معرض في مؤسسة المعارض الكندية عبر البحار المحدودة في مونتريال بكندا 1979.
- معرض في صالة المركز الثقافي الفرنسي، وصالة المتحف الوطني بحلب 1981.
- معرض في صالة المركز الثقافي الأمريكي بدمشق 1981.
- معرض للأعمال المائية في صالة التجمع الثقافي – فرات – نيقوسيا – قبرص 1981.
- معرض في صالة المركز الثقافي العربي بدمشق وصالة المتحف الوطني بحلب 1983.
- اشترك في معرض الفن العربي المعاصر في مونتريال الذي نظم من قبل مركز الدراسات والأبحاث العربية بالتعاون مع مدينة مونتريال – كندا – في صالة دار الثقافة 1984.
- معرض في المركز الثقافي العربي بدمشق – وصالة المتحف الوطني بحلب 1985.
- معرض في صالة نادي الجلاء بحلب 1986.
- معرض في صالة أورنينا وصالة المركز الثقافي الفرنسي بدمشق 1987.
- معرض في صالة أورنينا – وصالة النقطة بحلب 1988.
- معرض في صالة عشتار – دمشق 1989.
- معرض في صالة الأتاسي بحمص 1990.
- أقيم له معرضاً في هامبورغ بصالة مونيكاباسك بدعوة من معهد غوته بألمانيا 1991.
- أقام معرضاً للأعمال المائية بصالة – النقطة – بحلب 1992.
- معرض في صالة عشتار – 2 – دمشق 1993.
- معرض للأعمال المائية في صالة ليفون شانت بحلب 1994.
- معرض في صالة 50 × 70 في بيروت – لبنان سنة 1995.
- معرض في صالة الخانجي بحلب 1995.
- معرض في صالة ((شورى)) في دمشق 1995.
- معرض حول ملحمة جلجامش بالألوان في صالة الجابري بحلب 1997.
- معرض حول ملحمة جلجامش – أسود وأبيض – في صالة قواف بحلب 1997.
- معرض جلجامش في صالة الأتاسي بدمشق 1997.
- معرض للأعمال المائية حول – الطوفان ونساء – في صالة شورى بدمشق 1998.
- معرض حول ملحمة جلجامش في صالة الفصول الأربعة في لوس انجلس – الولايات المتحدة الأمريكية 1998.
- معرض / نحو ايقونة حلبية / حديثة في صالة السيد دمشق – صالة قواف حلب 1999.
- معرض بعنوان / الطرب في حلب / في صالة عشتار بدمشق وصالة بلاد الشام بحلب 2000.
- شارك في مؤتمر ((تطلعات الثقافة والفنون لما بعد عام 2000)) العولمة والثقافة في قصر الأونيسكو - بيروت 2000.
- معرض في صالة عبد الله السالم في الكويت وذلك بدعوة من المجلس الوطني الكويتي 2001.
- معرض بعنوان التحرر – قضية العائلة الفلسطينية – أعمال جدارية في صالة الأتاسي – دمشق – وصالة بلاد الشام – حلب 2002.
- معرض في قصر اليونيسكو في بيروت بدعوة من المجلس الثقافي اللبناني الجنوبي 2003.
- معرض في صالة فاتح المدرس بدمشق بعنوان (الجدار) 2004.
- معرض اللوحة الصغيرة وحفل توقيع كتاب – نساء وطوفان – في صالة دار كلمات بحلب 2004.
- معرض بعنوان (يوميات سعد يكن 2005) في صالة عشتار بدمشق 2005.
- معرض مع الفنانة الكندية Bernice Sorge بمناسبة أيام الثقافة الكندية في سوريا – نقابة الفنون حلب - صالة فاتح المدرس دمشق 2006.
- معرض التحرر (وثيقة إنسانية لعام 2006) الحديقة العامة حلب – مكتبة الأسد دمشق 2006.
- معرض في صالة Arti Form في مونتريال - كندا 2007.
- معرض للفن السوري المعاصر في (Art Center At U.S University Museum) واشنطن - الولايات المتحدة 2007.
- معرض ألف ليلة وليلة في صالة Art House بدمشق - سوريا سنة 2008.
- معرض موسيقى في صالة Art House بدمشق - سوريا 2009.
- معرض 100 + 1 (صحن) تبرع لدعم جمعية أصدقاء حلب 2010.[4]

## جوائز
- الميدالية التقديرية لمعرض القطن سنة 1967.
- الجائزة الأولى لمعرض نقابة المهندسين بحلب حول موضوع تلوث البيئة سنة 1986.

## روابط خارجية
- الموقع الرسمي للفنان سعد يكن.